# MyFerryLink
MyFerryLink – operator promowy na kanale La Manche.
Firma posiada dwa identyczne promy, które kursują 16 razy na dobę, plus dodatkowe przeprawy na przewozy frachtowe na trasie Dover-Calais. Przewoźnik został utworzony w sierpniu 2012 roku. Flota MyFerryLink składa się z dwóch nowoczesnych promów: MS Rodin oraz MS Berlioz, które służą do przewozów pasażerskich i frachtowych oraz MS Nord Pas-de-Calais, który jest promem wyłącznie towarowym.
Pracownicy na pokładzie promów MyFerryLink są członkami spółdzielni pracy. Spółdzielnia jest zrzeszeniem nieograniczonej liczby osób, które w interesie swoich członków prowadzi wspólną działalność gospodarczą (fr. société coopérative et participative, SCOP).
W dniu 6 czerwca 2013 Komisja ds. Konkurencji Zjednoczonego Królestwa (Competition Commission UK) wydała decyzję o wstrzymaniu usług promowych MyFerryLink  uznając, iż nabycie przez Eurotunel trzech promów wraz z innymi aktywami od byłego operatora promowego SeaFrance zwiększy ich udział w rynku o ponad połowę oraz może spowodować podwyższenie cen biletów promowych.
Operator odwołał się od decyzji do Sądu Apelacyjnego (CAT).  W dniu 4 grudnia 2013 otrzymał wiadomość o przychylnym wyroku Sądu Apelacyjnego uchylającego niekorzystną decyzję Komisji ds. Konkurencji CC).  Niniejszy wyrok pokazał słuszność złożenia pozwu przez SCOP, w którym mowa, że CC nie ma jurysdykcji w ramach brytyjskiego prawa o uczciwej konkurencji do rozważania nabycia przez spółkę Eurotunel akcji byłej spółki SeaFrance.

## Udogodnienia na pokładzie promów
Pasażerowie podróżujący na pokładzie promów Berlioz oraz Rodin mają dostęp do następujących udogodnień podczas 90-minutowej przeprawy pomiędzy Dover i Calais:
- Le Relais: Samoobsługowa restauracja serwująca szeroki wybór dań, w tym dania dla dzieci. Wszystkie dania w tej restauracji przygotowane są na świeżo przez francuskich szefów kuchni.
- Le Pub: bar oferuje szeroki wybór ciepłych i zimnych napojów oraz przekąski
- La Boutique: sklep pokładowy, w którym znaleźć można produkty takie jak: alkohol, tytoń, perfumy, wybór tradycyjnych, francuskich produktów, oraz zabawki, słodycze i wiele innych.
- Playzone: specjalnie wydzielone miejsce zabaw dla najmłodszych

## Rozkład rejsów promów pasażerskich
Promy MyFerryLink kursują obecnie w następujących godzinach (wszystkie godziny przepraw podane są w czasie lokalnym)
- Z Dover do Calais – 07.00, 08.30, 11.30, 13.15, 16.15, 18.00, 20.50 oraz 22.45
- Z Calais do Dover – 05.40, 07.15, 10.15, 12.00, 15.00, 16.45, 19.45 oraz 21.30

## Flota
| Statek             | Rok produkcji | Wprowadzony do użytku | Poprzednia nazwa                                                         |
| ------------------ | ------------- | --------------------- | ------------------------------------------------------------------------ |
| Rodin              | 2001          | 2001                  | Seafrance Rodin                                                          |
| Berlioz            | 2005          | 2005                  | Seafrance Berlioz                                                        |
| Nord Pas-de-Calais | 1987          | 1987                  | Nord Pas-de-Calais (1987-1996), Seafrance Nord Pas-de-Calais (1996-2012) |